# خوسيه ماريا لوبيز دي سيلفا
خوسيه ماريا لوبيز دي سيلفا سانشيز (بالإسبانية: José María López de Silva Sánchez)، المعروف باسم «لوبيز سيلفا» (من مواليد 1 فبراير 1983 في ولبة، منطقة أندلوسيا)، هو لاعب كرة قدم إسباني محترف، يلعب لنادي قرطبة في مركز الجناح.

## وصلات خارجية
- خوسيه ماريا لوبيز دي سيلفا على موقع قاعدة بيانات كرة القدم.إي يو (الإنجليزية)
- خوسيه ماريا لوبيز دي سيلفا على موقع Soccerbase.com (لاعب) (الإنجليزية)
- خوسيه ماريا لوبيز دي سيلفا على موقع Soccerway.com (الإنجليزية)
- خوسيه ماريا لوبيز دي سيلفا على موقع AS.com (الإسبانية)

- BDFutbol profile
- Futbolme profile (بالإسبانية)
- Transfermarkt profile
- Stats and bio at Cadistas1910 نسخة محفوظة 1 أبريل 2012 على موقع واي باك مشين. (بالإسبانية)